# Francis Rombouts
Francis (Frans) Rombouts (Hasselt, 22 juni 1631 – New York, 1691) was een Vlaamse handelaar die onder de Engelsen burgemeester van New York was.
Rombouts werd geboren als zoon van Jan Rombouts en Johanna Saenen (gehuwd op 29 oktober te Hasselt), een welgesteld echtpaar uit de Demerstraat. Hij had een broer Laurent (°1623) die in 1641 aan de universiteit van Leuven afstudeerde en notaris werd te Hasselt. Vader Rombouts was rentmeester en ontvanger der boeten van de Luikse aartsdiaken. Hij werd slechts 37 jaar oud en overleed in 1634 toen zijn zoon Frans slechts drie jaar oud was. Zijn vrouw overleed in 1648 en Frans werd dus wees op 17-jarige leeftijd. Als weeskind trok hij naar het welvarende Amsterdam. 

## Nieuw Amsterdam
In Amsterdam was hij aanvankelijk klerk bij een koopman en deze stelde hem voor om in zijn opdracht met een handelsmissie naar Nieuw Amsterdam (het latere New York) te varen. Door tegenslagen aldaar kon hij niet terugkeren naar Nederland, zodat hij zelf een lakenhandel opzette.  Met zijn vennoot, Guliam Verplanck, stort hij zich ook op de pelshandel die vooral gevoerd werd met de indianen.
Hij huwde aldaar met Helena, de dochter van Willem Teller, een Hollandse koopman. Samen hadden ze slechts één dochter Catharina.
Zijn onderneming was erg succesrijk, want Rombouts bouwde in de Heerestraat (nu Broadway, Manhattan) een stenen huis, met een grote tuin en een boomgaard eromheen. Het was een der eerste stenen huizen aldaar.
Het ging het echtpaar Rombouts zo voor de wind, dat ze buiten de stad aan de rivier de Hudson nog een belangrijke eigendom zouden verwerven.
Op 42-jarige leeftijd wordt hij in 1673 alderman (schepen) van de stad, waar toen de Engelsen de scepter zwaaiden en die intussen New York heette. In 1679 werd hij zelfs voor 16 maanden burgemeester van de nog jonge stad. De Rombouts Avenue in The Bronx is naar hem vernoemd.
In 1690 werd hij door gouverneur Leisler benoemd tot lid van de 'Board of Admiralty', die de op de Fransen buitgemaakte schepen moest verkopen. Begin 1691 overleed Frans Rombouts.

## Nalatenschap
Rombouts fortuin werd toen op 5.000 gulden geschat, een zeer groot bedrag voor die tijd. Als beheerders van zijn patrimonium en als voogden over zijn dochter, voor het geval dat ook zijn vrouw moest overlijden, had hij drie goede vrienden aangesteld: Peter Delannoy, Samuel Staets en Paulus Richards. Zij waren allen ook burgemeester geweest.
Ook laat hij het aanzienlijk stuk grond aan de Hudson, dat hij voornamelijk bekomen had van de Wappani indianen, over aan zijn dochter Catharina. Zij huwde op 16-jarige leeftijd met de Engelse zeeofficier Roger Brett. Het huis op Broadway verhuurde ze en met haar echtgenoot vestigden ze zich op het buitengoed aan de Hudson.
Catharina Rombouts stierf in de lente van 1764 op 80-jarige leeftijd.  Zij had twee zonen, die een talrijk nageslacht nalieten, waarvan Theodorus, Martin en Theodore F. Brett (allen kooplui) nog in New York leefden, zoals blijkt uit geschriften van 1855. Hun woning, de Madame Brett Homestead, is thans een van de oudste gebouwen van de Verenigde Staten, en nog altijd te bezichtigen in Beacon, New York. Vandaag de dag is het beter bekend als The Teller Mansion, genoemd naar de kleindochter van Catharina Rombouts, Alice Teller, die het erfde rond 1800. Het is nu ingericht als een museum van meubels, schilderijen en een collectie Chinees porselein.